# Philippe de la Hire
Philippe de la Hire (francès: Philippe de La Hire)  (París, 18 de març de 1640 - París, 21 d'abril de 1718) va ser un matemàtic i astrònom francès, del segle xvii.

## Vida
Philippe de la Hire era el fill gran de Laurent de La Hyre, pintor de la cort reial a París, estant des de molt jove interessat en el dibuix, la pintura i la perspectiva. El seu pare era un dels millors amics del matemàtic Girard Desargues, qui va convèncer el jove d'anar a estudiar a Venècia.
De la Hire, després de la mort del seu pare el 1656, va romandre quatre anys a Venècia, de 1660 a 1664, aprenent pintura i geometria. El seu interès per la geometria procedia del seu coneixement de la perspectiva, que havia obtingut en una família d'artistes plàstics, però aviat es va començar a interessar pels aspectes més abstractes de la geometria, particularment en les seccions còniques d'Apol·loni.
En retornar a París el 1664, va col·laborar amb el gravador i geómetra Abraham Brosse i pocs anys després va començar la publicació d'opuscles sobre geometria força influenciats per l'obra de Desargues.
El 1670 es va casar amb Catherine le Sage, amb qui va tenir quatre fills, abans que ella morís el 1681.
El 1678 fou nomenat astronome pensionnaire de l'Acadèmia de les Ciències de París, probablement a instàncies de Jean Picard. El 1682 fou nomenat professor de matemàtiques al Collège Royal, càrrec que havia restat vacant des de la mort de Roberval.
El 1687 ocupà el càrrec de professor de la Reial Acadèmia d'Arquitectura, substituint F. Blondel.

## Obra
La seva obra segueix, en general, els diferents temes dels que es va ocupar al llarg de la seva vida: primer geometria, després astronomia i, finalment, arquitectura:

### Geometria
- 1672 Observations sur les points d'attouchement de trois lignes droites qui touchent la section d'un cone, que va ser la seva primera publicació, feta en llatí, però que posteriorment es va publicar en francès.[7]
- 1673 Nouvelle méthode en géomeétrie pour les sections des superficies coniques et cylindriques
- 1679 Nouveaux élémens des sections coniques, les lieux géométriques, la construction ou effection des équations
- 1685 Sectiones conica in novem libros distributae

### Astronomia
- 1682 La gnomonique
- 1687 Tabularum astronomicarum
- 1689 L'école des aprenteurs
- 1702 Tabulae astronomicae

### Arquitectura
- 1695 Traité de mécanique, que conté els primers estudis matemàticament rigorosos sobre la construcció d'arcs de pedra.[8]
- 1712 Sur la construction des voûtes dans les edifices[9]

També va escriure un tractat d'estereotomia que no va arribar a ser publicat però del que se'n conserva el manuscrit. Al Procés verbaux de l'Acadèmie royale d'architecture es van publicar nombroses referències a les seves classes d'arquitectura.